# خط سفیر
خط سفیر، از خط‌های تزیینی در خوشنویسی ایرانی به‌شمار می‌رود. برخی معتقد هستند که خط سفیر خط خوانای کرشمه است و به عبارت دیگر فرزند کرشمه محسوب می‌شود. احمد آریامنش خط سفیر را در سال ۱۳۸۵ ابداع کرده‌است. مبدع آن، این خط را نوعی رسم‌الخط فارسی، بین نسخ و ثلث و آکادمیک می‌داند.آریامنش پس از بررسی و رفع این ایرادها و مشکلات در سال ۱۳۸۸ خط سفیر را به‌صورت کمال‌یافتهٔ خط کرشمه ارائه کرد که در تمام نمونه‌های جدید آن ضابطه و قانونمندی بیشتری دیده می‌شود.
- بهترین قلم مناسب برای شروع خط سفیر و تمرین الفبای آن قلم دزفولی، به قطع۳تا۵میل می‌باشد.[۶]
- بهترین قطع مناسب قلم سفیر، زاویهٔ ۳۵تا۴۵درجه می‌باشد.[۶]

## ویژگی‌ها
در طراحی خط سفیر فرم‌ها و اشکال کلیه خطوط ترسیمی از جمله کوفی، ثلث و نسخ و … مورد مطالعه و بررسی دقیق قرار گرفته و از آنها تا حد امکان برداشت شده‌است. این برداشت‌ها از خطوط سنتی همراه با ریشه گرفتن از خط کرشمه و فرم‌ها و حرکاتی که مختص خود سفیر می‌باشد باعث شده که این خط از ویژگیهای خاصی برخوردار شود:
- سفیر درعین حال هم می‌تواند آزادی و رقص خط شکسته نستعلیق و کرشمه را وهم خشکی و انسجام خط ثلث را داشته باشد، این ویژگی را هم در ترکیب بندی و هم در حس درونی خط می‌توان مشاهده کرد.
- خط سفیر می‌تواند به چند شکل تحریر و ترسیم گردد:

1. ایجاد فضاها و فرمهای گرافیکی (لوگو و آرم)
2. ترکیب بندی‌های ساده، پیچیده و فرمی
3. سطر نویسی و کتابت.

- خط سفیرهم قابلیت عربی نویسی و هم فارسی نویسی را دارد.
- قامت بلند، حرکات و منحنی‌های بر گرفته از هنر شرقی به همراه حرکات سماع گونه قلم از ویژگیهای دیگر خط سفیر است.
- این خط مانند تمام خطوط متداول از قاعده مندی خاص خود برخوردار است.[۶][۷]
- سفیر، خطی است راست قامت، همراه با چندین حرکت منحنی شکل در چهار جهت؛ که تیزی و تندی برخی از حرکات را پاسخگو باشد و مجموعه ای متعادل ارائه دهد.
- از هنرمندان این خط می توان به محمد بخشی زاده، زهرا بهرامی، حمیده احسانی، فرناز فرشچی، نادر احمری و... اشاره کرد.
- نخستین سمپوزیوم خطوط کرشمه و سفیر به ریاست استاد احمد آریامنش و دبیری محمد بخشی زاده و با دبیر اجرایی سیدعمار صفوی با هزینه شخصی در سال 1403 در خانه هنرمندان ایران برگزار شد.